# Примирительное разбирательство
Примирительное разбирательство — установлено законом по делам о преступлениях, преследуемых не иначе, как по жалобе потерпевшего, и могущих оканчиваться примирением. 
По судебным уставам 1864 г. примирительное разбирательство по всем делам этой категории производилось мировыми судьями, которые, если примирение не состоялось, обязаны были передавать дела, подсудные общим судебным установлениям, окружному суду или судебному следователю. 
Приступая к примирительному разбирательству, мировой судья обязан был удостовериться в наличности законного повода к возбуждению уголовного преследования, но в обсуждение вопроса о доказанности обвинения мог входить только по делам, подсудным мировым судебным установлениям. 
Законом 21 мая 1891 г. примирительное разбирательство по делам, подсудным общему суду, отнесено к обязанности судебных следователей («Закон 21 мая 1891 г. о порядке примирительного разбирательства»).
По делам, которые могут быть оканчиваться примирением, следователь, не приступая к производству следствия, обязан вызвать стороны для склонения их к миру; с той же целью судебному следователю передаются поступившие непосредственно в окружной суд жалобы частных обвинителей по делам, решаемым без участия присяжных заседателей. 
Если примирение состоится или обвинитель не явится без законных на то причин, то следователь испрашивает через прокурора разрешение окружного суда на прекращение дела; если же примирение не состоится или обвиняемый не явится без законных причин, то судебный следователь приступает к производству следствия или представляет жалобу частного обвинителя через прокурора в окружной суд, смотря по тому, подлежит ли дело рассмотрению с участием или без участия присяжных заседателей. 
Мировой судья и следователь в качестве примирителей могут принимать только такие меры к соглашению сторон, которые не насилуют их воли. Примирительное разбирательство не должно, однако, ограничиваться одним формальным предложением примириться (циркуляр угол. касс. дпт., сентябрь, 1878 г.). 
В военном ведомстве ввиду того, что возбуждение уголовного преследования даже по делам, начинающимся по жалобам потерпевших, зависит исключительно от усмотрения военного начальства, примирительное разбирательство возлагается на обязанность того начальника, от власти которого зависит возбуждение дела. 
Примирительное разбирательство производится самим начальником или кем-либо из его подчиненных по его поручению, немедленно после получения жалобы потерпевшего, и должно быть окончено не далее как в 3 дня, но по просьбе обеих сторон может быть отсрочено на время до 7 дней; при этом военное начальство ограничивается рассмотрением только тех доказательств, которые представлены или указаны сторонами. В случае примирения сторон составляется акт с указанием условий, на которых последовало примирение. 
Если примирения не последовало, то дальнейшее направление дела зависит от военного начальства, причем потерпевший может требовать производства дознания (по делам, подсудным полковым судам) или предварительного следствия (по делам высшей подсудности), окончательное же распоряжение начальника потерпевший может обжаловать в порядке административном. 
Во время судебного разбирательства дел, которые могут быть оканчиваться примирением, суд должен возобновить попытку примирения обвинителя с обвиняемым; неисполнение этой обязанности председателем суда сенат считает поводом к кассации. В случае состоявшегося примирения об этом вносится в протокол судебного заседания с указанием условий примирения. В военных судах при согласии сторон на примирение составляется особый акт.